# 島根県道333号久城インター線
島根県道333号久城インター線（しまねけんどう333ごう くしろインターせん）は、島根県益田市を通る一般県道である。

## 概要
益田市高津1丁目から山陰自動車道（益田道路）久城ICに至る。益田道路 久城ICは浜田方面との出入りのみであり、加えて現在益田道路のうち久城IC - 高津IC間は未開通のため、当面の間は当該区間の一般部として機能する。

### 路線データ
- 起点：益田市高津1丁目（高津IC交差点、山陰自動車道益田道路 高津IC、国道191号交点）
- 終点：益田市久城町（山陰自動車道益田道路 久城IC）
- 総延長：2.5 km

## 歴史
- 1998年（平成10年）4月17日 - 島根県告示第364号により認定される。
- 2007年（平成19年）3月24日 - 起点から益田市久城町・益田市道中吉田久城線交点間の1.6 kmが開通。
- 2010年（平成22年）3月27日 - 残区間の0.9 kmが供用し全線開通。

## 路線状況

### 道路施設

#### 橋梁
- 鴨川大橋（高津川、益田市）

## 地理

### 通過する自治体
- 益田市

### 交差する道路
| 交差する道路                         | 交差する場所 | 交差する場所               |
| ------------------------------------ | ------------ | -------------------------- |
| E9 山陰自動車道 / 益田道路 国道191号 | 高津1丁目    | 高津IC交差点 高津IC / 起点 |
| 島根県道242号益田港線                | 中島町       |                            |
| E9 山陰自動車道 / 益田道路           | 久城町       | 久城IC / 終点              |

### 交差する鉄道
- 山陰本線

### 沿線
- 島根県立益田翔陽高等学校
- 高津川
- 益田川
- スクモ塚古墳